# 3e division légère mécanique
Pour les articles homonymes, voir 3e division.
La 3e division légère mécanique est une unité française de blindés, créée en 1940 et qui combat pendant la bataille de France.

## Avant juin 1940

### Organisation
- Chef de corps : Général Langlois (sl)[1]
- 5e Brigade légère mécanique : 
  - 1er régiment de cuirassiers, équipé de chars SOMUA S35 et Hotchkiss H39[2] ;
    - dont 13e escadron divisionnaire antichar[1] ;

  - 2e régiment de cuirassiers, équipé de chars S35 et H39[2] ;
    - dont 13e escadron de réparation divisionnaire[1] ;
- 6e brigade légère mécanique : 
  - 12e régiment de cuirassiers, équipé d'automitrailleuses Panhard 178 et de motos Gnome et Rhône ;
  - 11e régiment de dragons portés, forme d'infanterie transportée sur tous-terrains Laffly S20 (it)[3], plus trois escadrons de chars H35 et H39[2] ;
- 76e régiment d'artillerie tractée tout-terrain ;
  - dont 10e batterie antichar du 76e régiment d'artillerie ;
- 1023e batterie du 404e régiment d'artillerie divisionnaire contre aérienne[1]
- Services[1] :
  - 229/22e compagnie automobile de quartier général divisionnaire ;
  - 329/22e compagnie automobile de transport divisionnaire ;
  - 39/22e groupe d’exploitation divisionnaire ;
  - 39e groupe sanitaire divisionnaire ;
- Compagnies du génie[1] :
  - 39/1er compagnie de sapeurs-mineurs portés ;
  - 39/2e compagnie de sapeurs-mineurs portés ;
  - 39/3e compagnie de sapeurs-mineurs portés ;
  - 39/16e compagnie d’équipage de pont ;
- Transmissions[1] :
  - 39/81e compagnie télégraphique divisionnaire ;
  - 39/82e compagnie radiotélégraphique divisionnaire ;
  - 39/83e détachement colombophile divisionnaire.

### Historique
L'état-major demande la création de la division pour le 1er février 1940. La division est regroupée fin février au camp de Sissonne où elle s'entraîne jusqu'à la mi-mars.
Elle rejoint ensuite le corps de cavalerie du général Prioux, où elle remplace la 1re DLM. En cas d'attaque allemande en Belgique, le corps de cavalerie doit couvrir la montée des forces alliées vers le Nord dans le cadre du Plan Dyle.

## Reformation en juin 1940

### Composition
La division compte après évacuation 5 542 hommes en Normandie et 2 000 autres en région parisienne. Elle est reformée avec :
- 6e brigade légère mécanique :
  - 1er/2e régiment de cuirassiers : deux escadrons de chars, soit 22 Somua S35 ;
  - 12e régiment de cuirassiers : deux escadrons mixtes motocyclistes/automitrailleuses, avec cinq Panhard ;
- 11e régiment de dragons portés, transportés sur camions GMC ACK, avec quelques Laffly S20 et Licorne V15T ;
- 17e régiment de dragons portés (rejoint le 15 juin).

### Historique
La division est citée à l'ordre de l'armée le 18 août 1940.